# نیروی هوایی و پدافند هوایی صربستان
نیروی هوایی و پدافند هوایی صربستان (صربی: Ratno vazduhoplovstvo i protivvazduhoplovna odbrana Vojske Srbije) نیروی هوایی زیرمجموعه نیروهای مسلح صربستان است، که فعالیت خود را از سال ۱۹۱۲ آغاز کرد.